# Ткач, Михаил Михайлович
Михась (Михаил) Михайлович Ткач (род. 19 сентября 1937, Сахновка, Черниговская область) — украинский прозаик, журналист, главный редактор областного журнала «Литературный Чернигов». Заслуженный работник культуры Украины.

## Биография
Родился в казачьей семье по линии матери. Отец, Михаил Веремеевич Ткач, земледелец и ремесленник (плотник).
После окончания семилетки (1953) Михаил Ткач работал в колхозе пахарем и косарем, возил сено, солому, выполняет функции учетчика.
В 1956 году был призван на военную службу (отбывал ее в Туркменистане, в пустыне Кара-Кум, в танковом батальоне).
После демобилизации (1958) окончил Ленинскую среднюю школу, учился в Нежинском техникуме механизации. Получив диплом, некоторое время работал трактористом, помощником бригадира тракторной бригады.
Переехав в Чернигов, работал художником в историческом музее им. В. Тарновского, строительном тресте, а по окончании обучения в Остерском строительном техникуме — мастером, прорабом, инженером-проектировщиком. Разрабатывал проекты индивидуальных домов, присущих Черниговщине.
Позже окончил Заочный народный университет искусств в Москве, факультет рисунка и живописи (1965).
Спустя работает художником в Чернигове на заводе синтетического волокна, в историческом музее, в строительном тресте.
Младший брат, МыколаТкач — поэт и этнолог, профессор Киевского университета культуры и искусств.
В начале 1990-х принимал участие в мероприятиях, направленных на утверждение независимости Украины. Стал членом Общества украинского языка им. Т. Шевченко (ныне «Просвещение»), некоторое время работал ответственным секретарем этого Общества.
Аниматор литературного процесса. В 1992 году создал и с того времени возглавляет независимую общественную организацию — Литературный союз «Чернигов» и вместе с коллегами основал журнал «Чернигов» (с 1993 года выходит под названием «Литературный Чернигов»);
Член НСЖУ.Член Национального союза писателей Украины с 2002 года.

## Работы
- «Солнечный полдень» (Повесть, рассказы), издательство «Молодь», 1979, рецензия писателя Владимир Дрозд.
- «Светлое чудо», 1987
- «Праздничное утро», 1993
- «Дикое поле»,
- «Горькая ягода калины», 1996
- «Веселый Штанько», 1997
- «Эхо души»,
- «Зимние сюрпризы», 2002
- «Багровые громы»,
- «Осенние аккорды»,
- "На рубеже веков",2007
- «Лакомый медведь», 2005
- «Анюта», 2007
- «Наследство»,
- «Зерна слова»
- «Хочется грозы». — Чернигов: Издатель Лозовой В. М., 2015. — 400 с. ISBN 978-617-7223-60-2
- "Вскрик совы»,2015
- "Живопись"2016(книга -альбом собственных робот)
- Ткач Н. В промежутках деревьев / Михась Ткач. — Чернигов : Изд. Лозовой В. М., 2017. — 376 с.
- "Произведения "(в 3 томах),2019
- "Тепло забытого солнца",2024.

Отдельная публикация «Пахнет любисток и мята…» — история рода М. Ткача.

## Награды
- Лауреат литературной премии имени Михаила Коцюбинского
- Лауреат международной литературной премии имени Григория Сковороды (2012)
- Лауреат премии имени Николая Гоголя (2011)
- Лауреат премии имени Пантелеймона Кулиша
- Заслуженный работник культуры Украины
- Лауреат почетной награды — медали Ивана Мазепы (2016)
- Лауреат премии имени Ивана Кошелевца.
- Награжден медалью Национального союза писателей Украины «Почетное отличие»,
- Награжден Почетной грамотой Министерства культуры
- Неоднократно отмечен грамотами Черниговской облгосадминистрации и областного совета..